# アーサー・ハーツォグ・ジュニア
アーサー・ハーツォグ・ジュニア（Arthur Herzog Jr.、1900年12月13日 - 1983年9月1日）は、アメリカ合衆国のソングライター、作曲家。ニューヨーク市に生まれ、ミシガン州デトロイトで死去した。
日本語では姓の表記にばらつきがあり、ハーツォグのほか、ハーゾグ、ヘルツォークなどの表記が用いられることがある。

## 経歴
ハーツォグは、ビリー・ホリデイとの共作によって、最もよく知られている。ハーツォグが共作した「ドント・エクスプレイン」、「ゴッド・ブレス・ザ・チャイルド」などのジャズ曲は、ホリデイの歌唱によって人気が出た。ハーツォグは、小説家アーサー・ハーツォグの父であり、劇作家エイミー・ハーツォグの祖父である。